# Ủy ban Nông nghiệp và Nông thôn Đại hội Đại biểu Nhân dân Toàn quốc
Ủy ban Nông nghiệp và Nông thôn Đại hội Đại biểu Nhân dân Toàn quốc (tiếng Trung: 全国人民代表大会农业与农村委员会; Hán-Việt: Toàn quốc Nhân dân Đại biểu Đại hội Nông nghiệp dữ Nông thôn Ủy viên hội; bính âm: Quánguó Rénmín Dàibiǎo Dàhuì Nóngyè Yǔ Nóngcūn Wěiyuánhuì) là một trong mười ủy ban chuyên môn của Đại hội Đại biểu Nhân dân Toàn quốc (Nhân Đại Toàn quốc), cơ quan quyền lực nhà nước cao nhất của Cộng hòa Nhân dân Trung Hoa. Ủy ban chuyên môn này được thành lập trong kỳ họp đầu tiên của Đại hội Đại biểu Nhân dân Toàn quốc khóa IX vào tháng 3 năm 1998 và đã tồn tại cho mọi kỳ Nhân Đại Toàn quốc kể từ đó.

## Chủ nhiệm
| Nhân Đại Toàn quốc                            | Chủ nhiệm               | Phó Chủ nhiệm | Ủy viên |
| --------------------------------------------- | ----------------------- | --- | --- |
| Đại hội Đại biểu Nhân dân Toàn quốc khóa IX   | Cao Đức Chiêm (高德占)  | - Liễu Tùy Niên (柳随年) - Dương Chấn Hoài (杨振怀) - Lưu Trung Nhất (刘中一) - Ngũ Tinh Hoa (伍精华) - Hồng Phất Tăng (洪绂曾) - Lý Xuân Đình (李春亭) (bổ nhiệm thêm ngày 29 tháng 12 năm 2001) - Lưu Phương Nhân (刘方仁) (bổ nhiệm thêm ngày 28 tháng 4 năm 2002) | - Vu Hán Khanh (于汉卿) - Vương Liên Tranh (王连铮) - Mao Đạt Như (毛达如) - Bạch Thượng Vũ (白尚武) - Nhậm Chính Long (任正隆) - Hứa Hành Quán (许行贯) - Nghiêm Khắc Cường (严克强) - Tô Xương Bồi (苏昌培) - Lý Lai Trụ (李来柱) - Lý Mai Phương (李梅芳) - Lý Đăng Hải (李登海) - Lý Điện Vinh (李殿荣) - Dương Tân Nhân (杨新人) - Dương Ung Triết (杨雍哲) - Thẩm Châu Giang (沈珠江) - Trương Bách Lương (张百良) - Trần Cát Nguyên (陈吉元) - La Phú Hòa (罗富和) - Tào Song Minh (曹双明) - Tạ Dũng (谢勇)             |
| Đại hội Đại biểu Nhân dân Toàn quốc khóa X    | Lưu Minh Tổ (刘明祖)    | - Thư Huệ Quốc (舒惠國) - Lý Xuân Đình (李春亭) - Vạn Bảo Thụy (万宝瑞) - Lộ Minh (路明) - Vương Vân Long (王云龙) (bổ nhiệm thêm ngày 29 tháng 12 năm 2005) - Đường Thiên Tiêu (唐天标) (bổ nhiệm thêm ngày 29 tháng 12 năm 2005) - Trương Trung Vĩ (张中伟) (bổ nhiệm thêm ngày 28 tháng 2 năm 2007) - Mã Khởi Trí (马启智) (bổ nhiệm thêm ngày 27 tháng 4 năm 2007) | - Vương Thái Lam (王太岚) - Vương Như Trân (王如珍) - Nhậm Chính Long (任正隆) - Hoa Phúc Chu (华福周) (bị bãi miễn ngày 27 tháng 8 năm 2003) - Lưu Chấn Vĩ (刘振伟) - Lý Hoa (李华) - Lý Mai Phương (李梅芳) - Lý Đăng Hải (李登海) - Dương Tân Nhân (杨新人) - Trương Bách Lương (张百良) - Trương Tiến Bảo (张进宝) - Trần Cát Nguyên (陈吉元) - Đồ Đạo Đa Cát (图道多吉) - Đan Vinh Phạm (单荣范) - Tang Phùng Văn (桑逢文) - Bành Chấn Khôn (彭振坤) - Hàn Tân Dân (韩新民) - Cảnh Học Cần (景学勤) - Trình Di Cử (程贻举) |
| Đại hội Đại biểu Nhân dân Toàn quốc khóa XI   | Vương Vân Long (王云龙) | - Vương Vân Khôn (王云坤) - Tôn Văn Thịnh (孙文盛) - Trương Trung Vĩ (张中伟) - Lý Càn Nguyên (李乾元) - Doãn Thành Kiệt (尹成杰) - Sách Lệ Sinh (索丽生) - Phòng Phụng Hữu (房凤友) (bổ nhiệm thêm ngày 24 tháng 4 năm 2008) - Lưu Chấn Vĩ (刘振伟) (bổ nhiệm thêm ngày 27 tháng 12 năm 2008) - Phù Đình Quý (符廷贵) (bổ nhiệm thêm ngày 26 tháng 2 năm 2010) - Vương Kim Sơn (王金山) (bổ nhiệm thêm ngày 25 tháng 6 năm 2010) - Lý Thành Ngọc (李成玉) (bổ nhiệm thêm ngày 26 tháng 8 năm 2011) - Trần Quang Quốc (陈光国) (bổ nhiệm thêm ngày 29 tháng 2 năm 2012) | - Mã Xương Duệ (马昌裔) - Vương Minh Nghĩa (王明义) - Ô Lan Ba Đặc Nhĩ (乌兰巴特尔) - Bao Khắc Tân (包克辛) - Nhậm Chính Long (任正隆) - Hoa Phúc Chu (华福周) - Trang Tiên (庄先) - Lưu Chấn Vĩ (刘振伟) (được thăng chức phó chủ nhiệm ngày 27 tháng 12 năm 2008) - Tôn Kì Tín (孙其信) - Lý Đăng Hải (李登海) - Lý Điện Nhân (李殿仁) - Trương Hiểu Sơn (张晓山) - Cẩu Thiên Lâm (苟天林) - Lương Hành (梁衡) - Trình Di Cử (程贻举) - Sái Phưởng (蔡昉)                                                                     |
| Đại hội Đại biểu Nhân dân Toàn quốc khóa XII  | Trần Kiến Quốc (陈建国) | - Vương Kim Sơn (王金山) - Âu Quảng Nguyên (欧广源) - Trần Quang Quốc (陈光国) - Vương Quốc Sinh (王国生) - Long Trang Vĩ (龙庄伟) - Giang Phàm (江帆) - Lưu Chấn Vĩ (刘振伟) - Đường Song Ninh (唐双宁) | - Bao Khắc Tân (包克辛) - Hứa Vi Cương (许为钢) - Lý Đăng Hải (李登海) - Hà Đông Bình (何东平) - Hà Ánh Hoa (何映华) - Trương Tác Cáp (张作哈) - Trương Hiểu Sơn (张晓山) - Trần Đạt Hằng (陈达恒) - Trần Truyền Thư (陈传书) - Quách Tuấn Ba (郭俊波) - Tào Duy Tân (曹维新) - Tưởng Tỉnh Tam (蒋省三) - Sái Phưởng (蔡昉) - Địch Hổ Cừ (翟虎渠) |
| Đại hội Đại biểu Nhân dân Toàn quốc khóa XIII | Trần Tích Văn (陈锡文)  | | |
| Đại hội Đại biểu Nhân dân Toàn quốc khóa XIV  | Đỗ Gia Hào (杜家毫)     | | |